# Madagascar (1609)
Das von Hieronymus Megiser im Jahre 1609 veröffentlichte Buch Madagascar ist eine der frühesten gedruckten Beschreibungen der Insel Madagaskar. Der vollständige Titel lautet

„Wahrhafftige/ gründliche vnd außführliche, so wol Historische alß Chorographische Beschreibung der veberauss reichen/ mechtigen vnd weitberhuembten Insul MADAGASCAR, sonsten S. LAVRENTII genandt/ welche heutigs tags fuer die allergroesseste auff dem Meer/ in dem gantzen umbkreiß der Welt gehalten wird. Sampt erzehlung aller derselben Qualiteten vnd gelegenheiten/ Einwohnern/ Thieren Fruechten vnd Erdgewaechsen. Auch aller Geschichten/ so sich darinnen vor vnd seidher sie erfunden worden/ zugetragen haben. Auch angehengtem Dictionario vnd Dialogis der Madagascarischen Sprach. Alles mit sondrem fleiß aus dem Portugesischen/ Italienischen vnd Lateinischen/ auch anderen Sprachen Historicis vnd Geographis zusammen gezogen/ verdeutschet/ vnd mit artigen Kupfferstücken gezieret.“

Neben einer Beschreibung der Insel enthält das Werk als Anhang das erste Madagassisch-Deutsche Wörterbuch.

## Inhalt

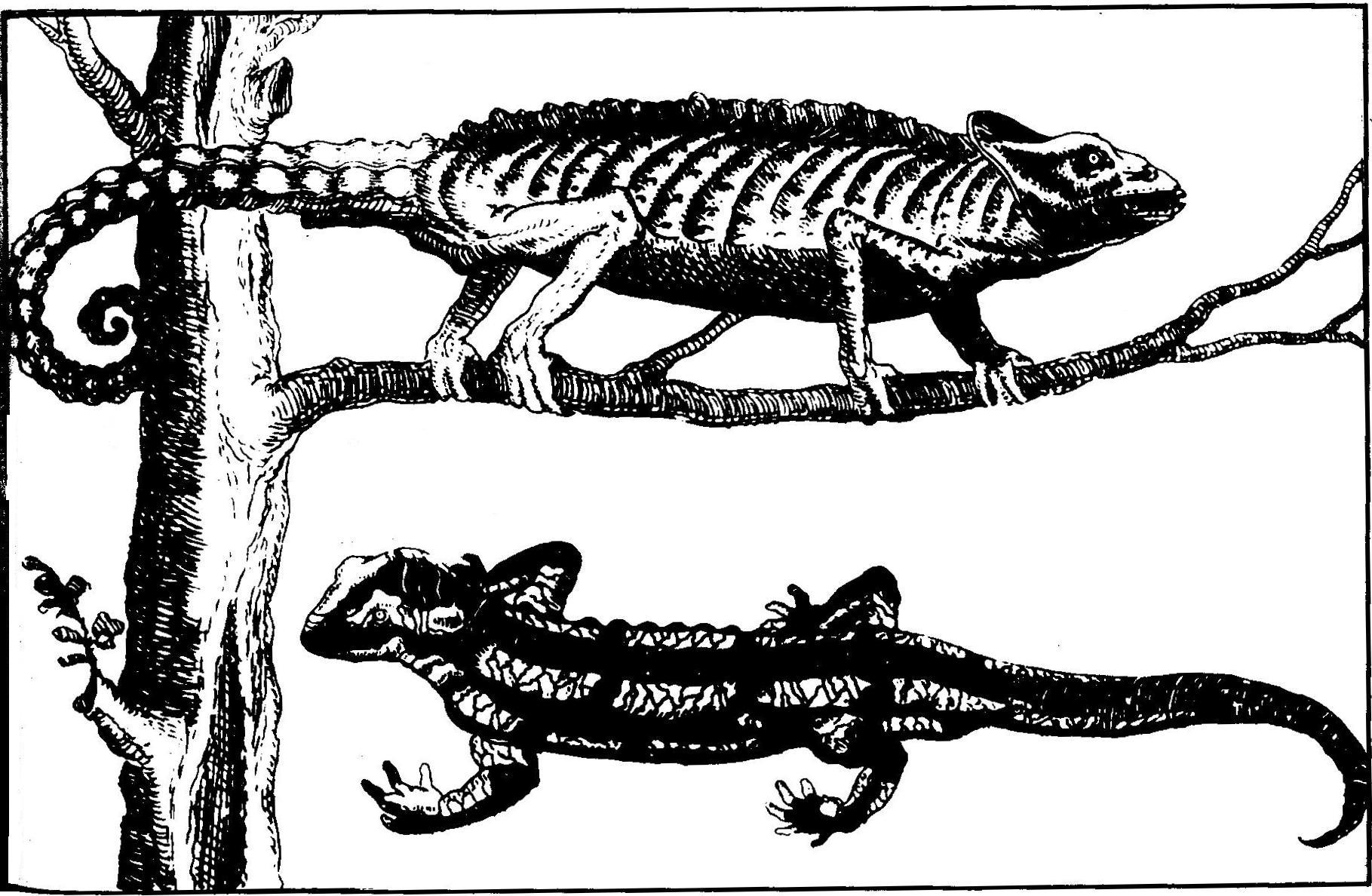
Eine Kupfertafel aus der Werk mit einem Chamäleon (oben) und einem als Salamander bezeichneten Tier.

Der Text ist in zehn Kapitel unterteilt. Ihm ist eine ausführliche Widmung an Herzog Johann Philipp von Sachsen-Altenburg zu dessen zwölftem Geburtstag vorangestellt.
Das erste Kapitel enthält eine Zusammenfassung antiker bis mittelalterlicher Textstellen, die zu Megisers Zeit als Erwähnungen der Insel Madagaskar interpretiert wurden. Diesem Kapitel folgt ein geographischer Abriss zur Lage und Größe der Insel, den Hafenstädten, Buchten und vorgelagerten Inseln im Umfang von zwei Kapiteln. Das vierte Kapitel beschreibt die Einwohner und ihre Gesellschaftsstrukturen sowie Sprache und Gebräuche. In den Kapiteln fünf bis sieben werden Fauna, Flora und das seinerzeit in seiner Entstehung noch ungeklärte, vor allem im Norden Madagaskars angespülte Ambra, als ein wichtiger Exportartikel beschrieben. Dieses Kapitel enthält neben einigen Falschinformationen, z. B. den Behauptungen es gäbe Elefanten und Giraffen auf der Insel, auch eine Kupfertafel mit einer sehr frühen Darstellung eines Chamäleons. Die drei letzten Kapitel befassen sich mit historischen Begebenheiten; das achte Kapitel mit der Geschichte der madagassischen Bevölkerung, die Kapitel neun und zehn mit den Fahrten der portugiesischen und holländischen Entdecker. Der Anhang besteht aus einem 82 Seiten umfassenden Wörterbuch der madagassischen Sprache und einem kurzen Sprachführer mit nützlichen Redewendungen für Seeleute, um mit der einheimischen Bevölkerung zu (ver)handeln. Viele madagassische Worte entstammen lokalen Dialekten der Ostküste.

## Geschichte des Werks
Um 1600 bereiste Megiser Norddeutschland, England und die Niederlande, wo er Zugang zu Berichten niederländischer Kapitäne erhielt, die auf der Ostindien-Route die Insel Madagaskar erstmals 1595 besucht und mit ihren Einwohnern in Kontakt gekommen waren. Megiser wurde im Jahre 1603 von Kurfürst Christian II. als außerordentlicher Professor und kursächsischer Historiograph nach Leipzig berufen; diese Stelle hatte er bis 1612 inne. Während dieser Zeit wuchs am Hofe Christian II. auch der junge Johann-Philipp, der spätere Herzog von Sachsen-Altenburg auf, der als gebildet und vielseitig interessiert galt. Ihm widmete Megiser sein Werk, das auf den 1. Januar 1609 datiert ist und in Altenburg bei Henning Grosse verlegt wurde. Die Auflagenhöhe ist unbekannt und heute befindet sich das Buch nur noch in vier deutschen öffentlichen Bibliotheken (Niedersächsische Staats- und Universitätsbibliothek Göttingen, Stadtarchiv und wissenschaftliche Stadtbibliothek Soest, Universitätsbibliothek Tübingen und der Württembergischen Landesbibliothek Stuttgart). Eine zweite Auflage erschien 1623 in Leipzig.
Die erste Übersetzung erfolgte 1877 ins Englische durch den Reverend James Sibree (1836–1929), der als Missionar in Madagaskar tätig war.
Im April 1883 hielt sich eine madagassische Delegation in Deutschland auf, die von Carl Alexander, dem Herzog von Sachsen-Weimar-Eisenach, zwei Exemplare des Buches als Geschenk für Königin Ranavalona II. erhielt. Nachdem Madagaskar 1895 von Frankreich erobert worden war, gelangte eines dieser Exemplare in die Hände des französischen Naturforschers Alfred Grandidier, der es 1903 ins Französische übersetzte. Das zugrunde liegende Original-Exemplar befindet sich noch heute im Fonds Grandidier in Antananarivo.
Im Jahre 1997 wurde mit Hilfe der deutschen Botschaft in Antananarivo eine Faksimile-Ausgabe mit der überarbeiteten französischen Übersetzung Grandidiers und erstmals einer madagassischen Übersetzung herausgegeben. Diese Fassung enthält eine ausführliche dreisprachige Einleitung, die die Hintergründe der Entstehung des Werkes und seine Editionsgeschichte beschreibt.

## Ausgaben
- Hieronymus Megiser: Wahrhafftige […] Beschreibung der […] Insul MADAGASCAR […]. 179 S., 5 Blätter Register, 8 Kupferstiche,  Verlag Henning Grosse d. J., Altenburg 1609.
- Hieronymus Megiser: Wahrhafftige […] Beschreibung der […] Insul MADAGASCAR […]. 2. Auflage, Leipzig 1623.
- Hieronymus Megiser und James Sibree: An ancient account of Madagascar. A.D. 1609. Translated from the German ... Beschreibung der Mæchtigen ... Insel Madagascar. With introductory notice by J. Sibree. Friends' Foreign Mission Association, Antananarivo 1877.
- Alfred und Guillaume Grandidier: Collection des ouvrages anciens concernant Madagascar: ouvrages ou extraits d'ouvrages. Band 1: 1500–1613. Comité de Madagascar, Paris 1903.
- Hieronymus Megiser: Wahrhafftige […] Beschreibung der […] Insul MADAGASCAR […]. Faksimile der Ausgabe 1609 mit französischer und madagassischer Übersetzung durch Beby Soa Raminosoa Ramaharo und Suzy Rajaonarivo. Société Malgache d'Edition, Antananarivo 1997, ISBN 2-911477-03-0